# Coume
Coume (Duits: Kuhmen ) is een gemeente in het Franse departement Moselle (regio Grand Est) en telt 649 inwoners (2005). De plaats maakt deel uit van het arrondissement Boulay-Moselle.

## Geografie
De oppervlakte van Coume bedraagt 15,0 km², de bevolkingsdichtheid is 43,3 inwoners per km².
De onderstaande kaart toont de ligging van Coume met de belangrijkste infrastructuur en aangrenzende gemeenten.

## Demografie
Onderstaande figuur toont het verloop van het inwonertal (bron: INSEE-tellingen).